# Gary Hall Jr.
Gary Hall Jr. (ur. 26 września 1974 roku w Cincinnati, Ohio) – amerykański pływak, uczestnik letnich igrzyskach olimpijskich w 1996, 2000 i 2004, zdobywca 5 złotych, 3 srebrnych i 2 brązowych medali olimpijskich.
W 1999 wykryto u niego cukrzycę. Nie zakwalifikował się do amerykańskiej reprezentacji na Igrzyska w Pekinie (na koronnym dystansie 50 m stylem dowolnym zajął 4. miejsce w krajowych eliminacjach) i w listopadzie 2008 ogłosił zakończenie kariery.
Jego ojciec Gary Hall Sr. również jest multimedalistą olimpijskim w pływaniu.